# Carl Heinrich von Gerlach
Carl Heinrich von Gerlach, auch von Gerlach-Parsow (* 1. März 1783; † 12. April 1860) war ein preußischer Politiker und pommerscher Gutsbesitzer.
Er entstammt der Breslauer Linie der Familie von Gerlach. Seine Eltern waren der Hofgerichts-Präsident zu Köslin Ludwig August Wilhelm von Gerlach (1751–1809) und dessen Ehefrau Freiin Henriette von Braun (1765–1834).
Carl Heinrich von Gerlach war Gutsbesitzer auf Parsow bei Körlin. Von 1812 bis 1839 war er Landrat des Kreises Fürstenthum. 1824 wurde er Mitglied des Provinziallandtags der Provinz Pommern und stellvertretender Landtagsmarschall. 1847 gehörte er dem Vereinigten Landtag an. Im Jahre 1854 wurde er auf Präsentation des alten und des befestigten Grundbesitzes im Landschaftsbezirk Herzogtum Kassuben Mitglied des neugebildeten Preußischen Herrenhauses, dem er bis zu seinem Tod angehörte.
Er heiratete 1814 Charlotte Wilhelmine von Beyme (1792–1870), Tochter des preußischen Staatsmanns Carl Friedrich von Beyme. Ein Sohn war Bogislav von Gerlach. Ein zweiter Sohn aus dieser Ehe war August von Gerlach (1830–1906), der wie sein Vater Landrat wurde.